# وحش بحر قزوين
وحش بحر قزوين (بالإنجليزية: Caspian Sea Monster)‏، رسميا «كم» «KM» (Korabl Maket، بالروسية - Корабль-макет Experimental Craft), والمعروفة أيضا باسم «وحش قزوين»، كانت مركبة تجريبية للأثر الأرضي (أو إيكرانوبلاين)، وقد طورت من قيل مكتب تصميم روستيسلاف اليكسييف.

## التاريخ
تم تصميم KM في 1964-1965، وكانت فريده من نوعها من حيث الحجم والحمولة. وأظهرت الصور الأولى لأقمار التجسس الأمريكية طائرة غريبة تحمل الحروف "KM" على جسمها. وكالة المخابرات المركزية كشفت عنها وسمتها ب«وحش قزوين»، في حين أن (KM) ("Korabl maket") تعني - «نموذج سفينة» باللغة الروسية. وكان كبير المصممين لهذه الطائرة روستيسلاف اليكسييف (Rostislav Alexeyev).

## اختبار
بدأ اختبار (KM) في عام 1966 في بحر قزوين قرب كاسبييسك (داغستان).

## مواصفات (KM)
البيانات من The Osprey Encyclopedia of Russian Aircraft 1875 - 1995, Russias Ekranoplans:The Caspian Sea Monster and other WiG Craft
الخصائص العامة
- طول: 92.00 م (301 قدم 10 بوصة)
- باع الجناح: 37.60 م (123 قدم 4 بوصة)
- Tail stabilizer span: 37 م (121 قدم 5 بوصة)
- ارتفاع: 21.80 م (71 قدم 6 بوصة)
- مساحة الجناح: 662.50 م2 (7,131.1 قدم2)
- الوزن فارغة: 240,000 كـغ (529,109 رطل)
- وزن الإقلاع الأقصى: 544,000 كـغ (1,199,315 رطل)
- محركات: 10 × Dobrynin VD-7 turbojet, 127.53 كـن (28,670 رطلق) دفع  الواحد

أداء
- السرعة القصوى: 500 كم/س (311 ميل/س؛ 270 عقدة)
- سرعة العبور: 430 كم/س (267 ميل/س؛ 232 عقدة)
- مدى: 1,500 كـم (932 ميل؛ 810 nmi)
- Ground effect altitude: 4–14 م (13 قدم 1 بوصة–45 قدم 11 بوصة)
- Maximum sea state: 1.2 م (3 قدم 11 بوصة)

## في وسائل الإعلام
- فلايت سيميولتر إكس features KM in a mission. The Deluxe Edition contains additional missions, one of which also depicts KM.

## وصلات خارجية
- Ckbspk.ru (بالروسية)
- Airwar.ru (بالروسية)
- Students.uni-vologda.ac.ru (بالروسية)